# Hardy-Ramanujan Journal
Le Hardy-Ramanujan Journal est un journal de mathématiques consacré à la théorie des nombres, en libre accès et qui couvre en particulier les nombres premiers, les équations diophantiennes et les nombres transcendants. Il porte les noms de Godfrey Harold Hardy et Srinivasa Ramanujan.

## Description
Le journal a été créé en 1978 par R. Balasubramanian et K. Ramachandra. Il est publié une fois l'an le jour de l'anniversaire de Ramanujan le 22 décembre.
Avec le Ramanujan Journal et le Journal of the Ramanujan Mathematical Society, c'est l'une des trois revues portant le nom de Ramanujan. Après la mort de Ramachandra, le journal a été repris par une nouvelle équipe de rédacteurs, composée principalement de personnes qui s'intéressaient et avaient contribué à la revue dans le passé, tout en conservant l'objectif général de la revue tel qu'il était lors de sa fondation. Ainsi, les volumes 34 et 35 et le volume 36 ont été publiés respectivement en août et décembre 2013, avec pour titre Hardy-Ramanujan Journal (HRJ), et sans le sous-titre d'origine : « A Journal devoted to primes, diophantine equations, transcendental numbers and other questions on 1, 2, 3, 4, 5, . . . ».

## Résumés et indexation
Le journal est indexé dans MathSciNet et dans Zentralblatt MATH.